# 서민원

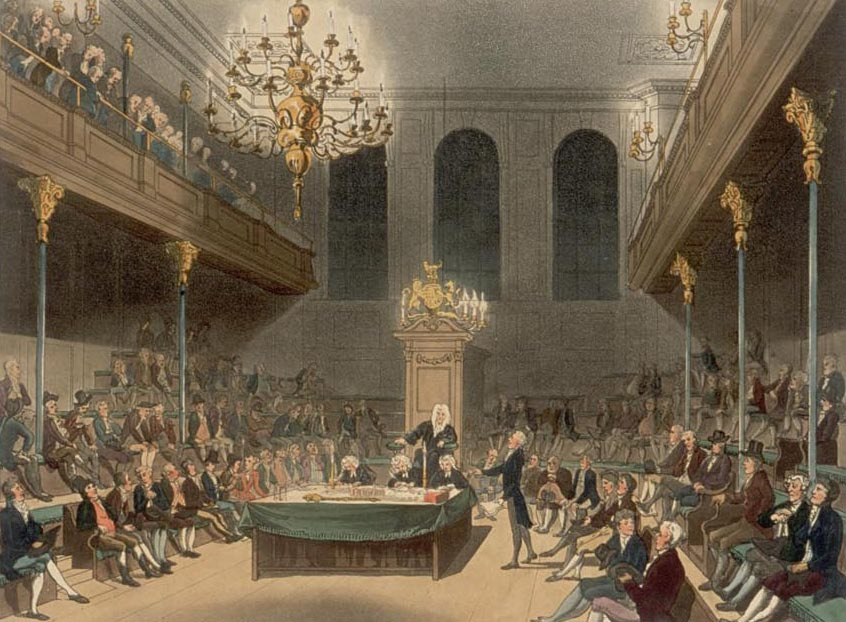
19세기 초의 하원

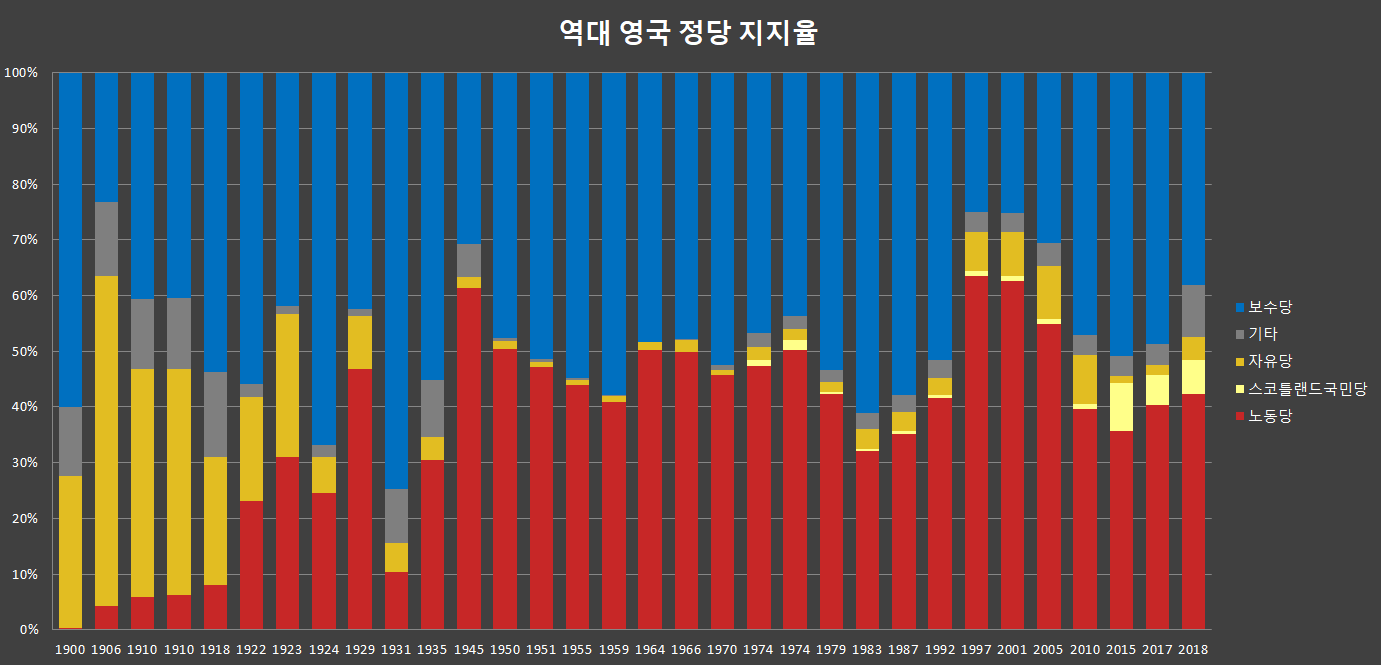
1900년부터 역대 영국의 정당 지지율을 나타낸 그래프이다.

서민원(庶民院, 영어: House of Commons of the United Kingdom) 혹은 영국 하원은 영국 의회의 하원이다.
상원인 귀족원과 함께 웨스트민스터 궁전에서 총리의 지휘 아래 회의를 개최하며, 서민원의 구성 의원들은 귀족원과 달리 국민투표로 직접 선출된다. 2010년 선거 이후로 650명의 국회의원이 있으며, 지역구별로 공천을 받은 후보가 소선거구제를 통해 민주적으로 선출된다.
13세기와 14세기에 발전된 잉글랜드 서민원(House of Commons of England)은 1707년 스코틀랜드를 정치적으로 병합한 이후 그레이트브리튼 서민원(House of Commons of Great Britain)이 되었고, 19세기 초반에 아일랜드를 병합한 이후 현재의 칭호를 얻었다. 연합 왕국(United Kingdom)은 1800년부터 그레이트브리튼 아일랜드 연합 왕국을 의미했으며, 아일랜드 자유국이 독립한 1922년부터는 영국을 의미하게 되었다.
1911년 의회법에 따라 귀족원이 가지던 입법을 저지할 권리는 입법을 지연시키는 권리로 축소되었다. 정부는 주로 서민원에 대해서만 책임이 있으며, 총리는 다수의 하원 의원의 지지를 유지하는 한, 그 보직을 유지한다.

## 역사
오늘날 영국 의회의 직접적인 모태는 잉글랜드 의회이다. 
1706년 연합조약과 1707년 연합법으로 잉글랜드 왕국이 스코틀랜드 왕국과 함께 그레이트브리튼 왕국을 형성할 때, 잉글랜드 의회와 스코틀랜드 의회를 대체하는 그레이트브리튼 의회가 신설되어, 스코틀랜드를 대변하는 하원의원 45인하고 귀족의원 16인이 추가되었다.
이후 1800년 연합법으로 아일랜드도 연합을 이루자 아일랜드 의회는 폐지되고 기존의 그레이트브리튼 의회에 아일랜드 의원 100인이 추가되어 '그레이트브리튼 아일랜드 연합왕국 의회'를 이루게 되었다.
서민원은 영어로 'House of Commons'이라 적는데, 여기서 'Commons'은 중세 영어 단어인 'common' / 'commune'에서 따온 것으로 이것은 다시 앵글로노르만어의 'commune'에서 유래한 말이다. 
그 뜻에 대해서 옥스퍼드 영어사전은 "일반인, 평민, 귀족이나 기사작위, 신사계층과는 구별되는 하층민" 또는 "마을 시민, 공동의 짐을 지고 권리를 누리는 자유시민", 그리고 "귀족 작위를 받지 않으며 하원에 의해 대표되는 부류"라고 풀이하고 있다. 이 'communes'라는 노르만어 단어는 오늘날 상원에서 하원으로 법안이 송부될 때 으레 적는 관용구인 'soit baillé aux communes' (→서민원에 송부하시오)에도 여전히 남아 있다.
'Commons'가 정말로 '서민'으로 해석되는지는 다른 시각도 존재한다. 1920년 역사학자 앨버트 폴러드는 'commons'는 앵글로노르만어 'communes'에서 유래했을 가능성에 동의했지만, 그 뜻에 대해서는 '시민조직'이나 '자치주'일 것이라고 보았다. 그러나 옥스퍼드 영어사전에서는 폴러드의 뜻풀이로 쓰인 용례는 19세기와 20세기 이후에나 발견되지만, '자유시민, 서민' 등의 뜻풀이로 쓰인 용례는 중세 후기로 거슬러 올라간다며, 영국 서민원이 설립되던 시기의 용례대로 붙여졌을 가능성에 힘을 싣고 있다.
영국 하원은 여야가 긴 좌석에 앉아서 마주보는 대회의장 구조로 유명한데, 이곳은 원래 웨스트민스터궁의 성 스테파노 예배당으로 쓰이던 곳이다. 회의장의 직사각형 구조는 예배당 구조를 그대로 살린 것이며, 의원들이 앉는 긴 좌석 역시 예배당에 설치된 성가대 좌석을 서로 마주보게 설치한 것에서 따왔다. 이러한 배치는 영국 하원의 의정활동이 여야 간의 대립적인 구조로 흘러가게 된 것에도 기여하였다.
서민원 회의장 내 여당 측 좌석과 야당 측 좌석 사이의 간격은 13피트 (3.96m)인데, 두 검의 끝이 서로 닿지 않는 최소한의 거리로 전해진다. 다만 이에 대해서는 수백년 동안 회의장 내에 무기를 반입하는 게 금지되어 왔다는 것을 보여주는 상징적인 면모가 강하다.

## 국회의원과 총선
서민원의 국회의원은 영국 전역의 650개 선거구에서 선출되며, 지역구별로 공천을 받은 후보가 소선거구제에 의해 한 지역구당 1인씩 대표한다.
영국의 선거구는 자치주 선거구 (County constituency)와 자치구 선거구 (Borough constituency)로 분류되는데 관할지역이 도시 혹은 농촌인지를 기준으로 매긴 것으로, 현재로서는 선거운동비 허용치 설정과 지방정부에서 선임하는 선거 감독관의 지위 정도에만 영향을 끼치는, 명목상으로만 남은 분류법이다. 
각 선거구는 구획위원회에서 경계 획정을 맡고 있으며 잉글랜드, 웨일스, 스코틀랜드, 북아일랜드의 네 지방별로 설치되어 있다. 구획위원회는 8년에서 12년에 한 번씩 지역구 경계를 검토하고 정기 보고서와 중간 보고서를 발행한다. 경계 설정에 있어서는 지방정부의 행정구역 경계를 우선시하되, 지역구 간의 유권자 규모의 차이가 크게 벌어질 경우에는 행정구역에서 벗어나 조정할 수도 있다. 이렇게 구획위원회가 제시한 선거구 획정안은 의회의 승인으로 통과되지만, 통과되지 못하고 개편되지 않는 경우도 있다.
서민원은 해산이 이뤄져야 총선을 치른다. 해산 시점은 영국 총리가 결정하며, 법에 따라 고정된 것이 아니어서 얼마든지 조기 해산이 가능하다. 과거에는 2011년 고정임기 의회법이라 하여 의회 임기를 5년으로 정하고, 임기 이전에 의회를 해산하려면 하원에서 "조기총선" 결의안이 전체 의원 중 3분의 2의 찬성표로 통과되어야 가능하도록 한 적도 있었다. 하지만 이 법으로 확립하려던 고정임기 제도는 2017년 테레사 메이 총리의 조기 총선 결의안 통과로 그 의미가 사라졌고, 2019년에는 고정임기 의회법에 저촉되지 않는 수권법을 별도로 제정하여 다시금 총선을 치렀다. 결국 고정임기 의회법은 2022년 3월 의회 해산 소집법 제정으로 대체되어, 의회 소집일로부터 5년 뒤에 의회 해산이 자동으로 이뤄진다는 원칙만 남긴 채 원래대로 되돌아가게 되었다.
영국의 모든 선거는 목요일에 치른다. 이런 관행에 대해 영국 선거위원회는 그 유래가 확실치 않지만 1931년 경으로 거슬러 올라가며, 마을 장날과 겹치도록 하여 시내로 나오는 주민들이 쉽게 투표에 나설 수 있도록 한 것이 아닌가라고 추정하고 있다.
선거에 나서는 모든 후보는 지역구 내 등록 유권자 10인으로부터 지지 서명을 받은 후보지명서를 제출해야 하며, 출마비로 500파운드를 납부하는데 이때 선거에서 득표율 5% 이상을 달성하면 다시 환급받게 된다. 이러한 기탁금 제도는 여느 국가와 마찬가지로 무분별한 출마를 방지하고 투표 용지의 비대화로 인한 표 분산, 유권자의 혼동을 막기 위함이다.

## 같이 보기
- 영국 의회
  - 귀족원 (영국)